# خنتت كا
خنتتكا أو خنتت كا ، هي ملكة مصرية قديمة غير حاكمة أو زوجة ملك عاشت في الأسرة الرابعة ، و هي زوجة الملك ددف رع.

## السيرة الذاتية
من غير المعروف من والدا الملكة خنتتكا ، و كانت خنتتكا زوجة الملك ددف رع و من الممكن أنها كانت أم بعض أولاده كذلك ، و كان للملك ددف رع زوجة أخرى تدعى حتب حرس ، كما كان له أربعة أولاد (حورنيت و باكا و ستكا و نيكاوددفرع) و ابنتان (حتب حرس الثالثة و نفرحتبس) ، و لكن ليس من المعروف ما إذا كانت خنتتكا أو حتب حرس (أو حتى امرأة أخرى) هي والدة هؤلاء الأبناء. وقد اقترح أن الأميرة نفرحتبس كانت ابنة ددف رع من الملكة حتب حرس.

## الألقاب
و تشمل ألقاب الملكة خنتتكا ما يلي:
- زوجة الملك و حبيبته.
- من ترى حور و ست.
- رفيقة/خادمة/كاهنة حور.
- كاهنة الإلهة نيت.[3]

## التماثيل و الدفن
و الملكة خنتتكا معروفة من التماثيل التي وجدت في منطقة أبو رواش. و هي تصورها راكعة إلى جانب ركبة الملك ددف رع. و قد اقترح أن يكون الهيكل الإنشائي في الركن الجنوبي الغربي من مجمع هرم الملك ددف رع مكان دفن محتمل لخنتتكا ، ماراجيوغليو و رينالدي يعتقدان أنه قد يكون فعلاً الهرم الذي ينتمي إلى هذه الملكة لكنه تهدم.
ولكن ليس من الواضح تماما ما هو الغرض من وجود هذا الهرم الصغير . و يعتقد ستادلمان و جونوسي أنه هرم عبادة. و كان هرم العبادة يقف عادة في الركن الجنوبي الشرقي من مجمع الهرم. والتوجيه العام للمجمع الهرمي لددف رع هو الشمال الغربي و لكن ليس من الشرق إلى الجنوب كما هو الحال الأكثر شيوعا. الفرق في التوجيه قد يعني أن هرم العبادة قد لا يكون موجودا في موقعه المعتاد، ويمكن أن يكون الهيكل هرم عبادة لمجمع هرم ددف رع. و سوف تكون هناك حاجة لمزيد من التنقيب لتسليط الضوء على إجابة لهذا السؤال.